# Bisoxalate de tétrahydroxy-1,4-benzoquinone
Le bisoxalate de tétrahydroxy-1,4-benzoquinone est un oxyde de carbone de formule brute C10O10. Il consiste en un centre 1,4-benzoquinone dont les quatre atomes d'hydrogène sont remplacés par deux groupes fonctionnels oxalate. Il peut être vu comme le quadruple ester de l'acide oxalique et de la tétrahydroxy-1,4-benzoquinone.
Ce composé a été obtenu par H. S. Verter, H. Porter et R. Dominic en 1968 en faisant réagir de la tétrahydroxy-1,4-benzoquinone avec du chlorure d'oxalyle dans le THF. C'est un solide jaune qui peut être cristallisé sous forme d'un solvate de THF mais ne peut pas être séparé sous forme pure.